# Cahiers du cinéma
Les Cahiers du cinéma est une revue française de cinéma créée en avril 1951 par André Bazin, Jacques Doniol-Valcroze, Joseph-Marie Lo Duca et Léonide Keigel.

## Histoire
L'histoire des Cahiers est en partie liée avec celle du « septième art », notamment en raison d'une génération de cinéphiles enthousiastes et provocateurs qui donnèrent naissance à la Nouvelle Vague, en instaurant préalablement la politique des auteurs.
Créés en 1951 par Joseph-Marie Lo Duca, Jacques Doniol-Valcroze et André Bazin, avec un soutien économique de Léonide Keigel, les Cahiers succèdent à La Revue du cinéma de Jean George Auriol qui a cessé de paraître en octobre 1949 et dont Doniol et Bazin étaient les collaborateurs. La couverture comme le contenu restent dans le même esprit. Le titre du magazine est proposé par Doniol-Valcroze le 10 février 1951, qui a tout d'abord du mal à convaincre Bazin et Keigel. Les titres les plus envisagés étaient Cinématographe, Du cinéma ou Objectif. Le nom de Cahiers est validé même si des membres sont dubitatifs, pour risque de confusion avec les Cahiers de la Pléiade (qui cessèrent de paraître en 1952) et les Cahiers de la Quinzaine.
Les jeunes cinéphiles, Jean-Luc Godard, François Truffaut, Éric Rohmer, Jacques Rivette, Claude Chabrol et bien d'autres, y écrivent leurs premières critiques, avant de devenir cinéastes.

### Fondateurs
Jacques Doniol-Valcroze débute comme secrétaire de rédaction à Cinémonde (fondé en 1928), puis rédacteur en chef adjoint de la Revue du cinéma de 1947 à 1949. Il anime le ciné-club Objectif 49, auquel André Bazin participe. Il est aussi critique de cinéma à France Observateur, et rédacteur en chef de la revue Monsieur. En 1949, il crée le Festival du film maudit de Biarritz. Il est aussi auteur (Les Portes du baptistère, 1955) et réalisateur (L'Eau à la bouche 1959, Le Viol 1967, L'Homme au cerveau greffé 1971…).
André Bazin a abordé le cinéma par des débats dans les ciné-clubs, des cours et des conférences. Il ne veut pas, dans la critique d'un film, se contenter de raconter le scénario ou de donner des avis sur ses significations possibles. Il pratique une analyse détaillée des séquences. Sa principale idée est que la critique doit prendre en considération l’évolution d’un public de plus en plus « cinéphile ». Il écrit dans des magazines, notamment dans L'Écran français (créé en 1945), La Revue du cinéma, Le Parisien Libéré (créé en 1944), ou encore Radio-Cinéma-Télévision (créé en 1947),.
Joseph-Marie Lo Duca (Giuseppe Maria Lo Duca) est également un ancien de La Revue du cinéma. Journaliste, écrivain, historien, critique, opérateur, et réalisateur, il a publié entre autres Histoire du cinéma (« Que sais-je ? »), Technique du cinéma et Le Dessin animé chez Prisma, avec une préface de Walt Disney. Dans les années 1960, il dirige la coll. « Bibliothèque internationale d’érotologie » aux éditions Pauvert,.
Ingénieur chimiste d'origine géorgienne, Léonide Keigel arrive à Paris en 1933. Il y exploite de salles de cinéma (tel le Broadway aux Champs-Élysées) avant de devenir distributeur, à la tête du circuit Cinéphone.

### Ligne éditoriale
Le contenu consiste en entretiens, documents, avec une grande place pour la technique cinématographique. Malgré tout, la ligne éditoriale n’est pas réellement fixée à ce moment-là. C’est en 1952 que les Cahiers prennent un tournant décisif.
Au 21e numéro des Cahiers, François Truffaut commence à apporter sa contribution aux articles. Son premier article affirme un détachement du cinéma français dit « de qualité » au profit d'un cinéma d’auteur, le cinéma américain notamment (Howard Hawks, Alfred Hitchcock). Les nouveaux contributeurs à la revue, surnommés « jeunes turcs » par Bazin, vont jusqu'à s’opposer aux fondateurs des Cahiers. Ce sont Maurice Schérer (Éric Rohmer), Jacques Rivette, Claude Chabrol et Jean-Luc Godard.
Un article de Truffaut notamment achève d'affirmer la nouvelle ligne des Cahiers, en janvier 1954, « Une certaine tendance du cinéma français », dans lequel il critique fortement le conformisme du cinéma français. La politique des auteurs, qui met en avant des cinéastes américains (Hitchcock, Hawks) et quelques européens (Jean Renoir, Roberto Rossellini), est à son apogée lorsque, en 1957, Éric Rohmer remplace Lo Duca au poste de rédacteur en chef.
En 1959, il existe quatre principales revues de cinéma : les Cahiers du Cinéma, en « guerre » avec Positif ; Cinéma, et Image et Son. Beaucoup de revues émergent alors, mais la plupart n’iront pas jusqu’au quatrième numéro. À cette époque, de nombreux critiques de cinéma, futurs réalisateurs, écrivent pour les revues (Bertrand Tavernier, Jean Eustache…). Les hebdomadaires (L'Express, Le Nouvel Observateur) ont aussi leurs critiques, plutôt des hommes de lettres.

### Ouverture à la modernité
Au début des années 1960, tandis que certains rédacteurs des Cahiers quittent la revue pour réaliser leurs films, Éric Rohmer occupe le poste de rédacteur en chef jusqu'à son éviction par Jacques Rivette en 1963.
En 1964, au moment où le jeune Serge Daney, qui allait devenir le critique le plus influent de sa génération[réf. nécessaire], entre aux Cahiers, des parts de la revue sont rachetées par Daniel Filipacchi, qui entre en conflit avec la rédaction pour vouloir imposer sa conception éditoriale : plus de couverture jaune, nouveau format de 22 × 27,5 cm. « Pourtant, c’est sous sa houlette qu’est nommé Jacques Rivette, qui avec des critiques comme Jean-Louis Comolli et Jean-André Fieschi, marque la meilleure époque des Cahiers » explique Antoine de Baecque en mars 2020. Une nouvelle génération de critiques s'impose et ouvre la revue à la modernité, à de nouvelles cinématographies et aux courants théoriques qui bouleversent la vie intellectuelle de l'époque : structuralisme, psychanalyse, marxisme, sémiologie. Les Cahiers rencontrent Jacques Lacan, Michel Foucault, Roland Barthes… et se politisent peu à peu.
Le début de l'année 1968 est marqué par le soutien à Henri Langlois, menacé à la Cinémathèque française, puis les « états généraux du cinéma » et enfin les événements de mai.

### Période «Mao»
À partir de 1972, influencée par Tel Quel, la revue se radicalise et politise par là même le débat esthétique, en souhaitant participer à la refonte des liens entre politique et esthétique (dans le sillage des films militants de Jean-Luc Godard). La revue se rallie au maoïsme, parle de « front culturel révolutionnaire », ne considère plus l'actualité des films (à l'exception des films militants), ne publie plus de photos de films, la couverture devient un sommaire austère, des collaborateurs en désaccord avec cette ligne sont écartés et son tirage devient confidentiel : selon Serge Daney, les Cahiers ont moins de 2 000 abonnés dont un quart proviennent des universités nord-américaines qui se réabonnent automatiquement pour leurs kiosques. L'équilibre financier est menacé. Les Cahiers se considèrent alors comme les « experts rouges en lecture de films ». Selon Serge Toubiana, le journaliste responsable de cette dérive est le militant syndicaliste maoïste Philippe Pakradouni, pseudonyme de Philippe Zarifian, frère de Christian Zarifian, qui quitta la revue dès le retour au cinéma.

### Renaissance: les années 1980

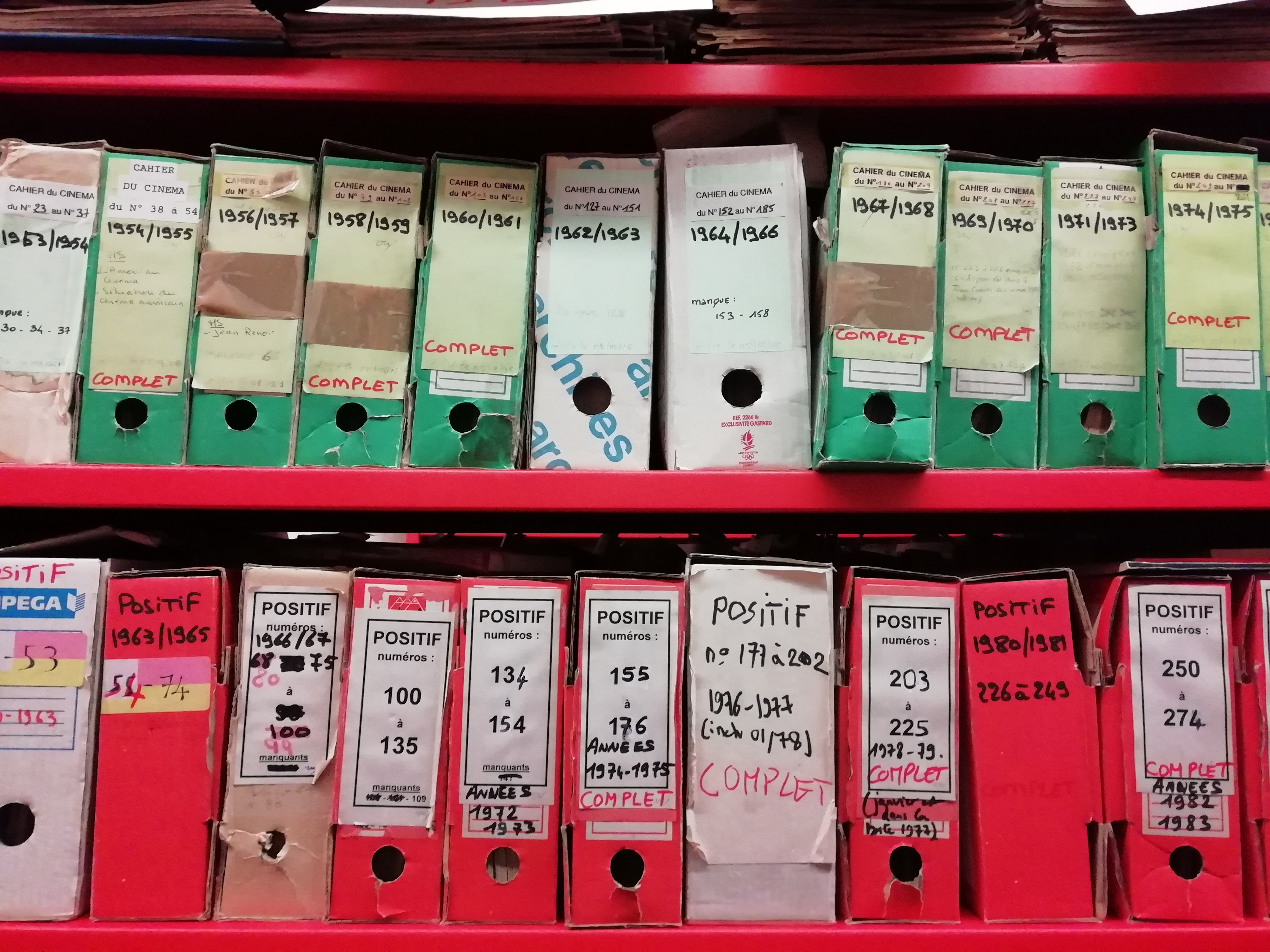
Collection des Cahiers du cinéma et Positif de la cinémathèque de Grenoble.

À la fin de la décennie 1970, Serge Daney et Serge Toubiana reprennent la revue en main et imposent un « retour aux films », mais aussi aux images, à la couleur et au cinéma américain. Le duo avait conscience de cet éloignement, ainsi que d'être issu d'une génération qui ne passa pas à la réalisation, d'où le titre de l'article « La période non légendaire des Cahiers ». Moins politique et davantage adressée aux amateurs et cinéphiles, la revue est rajeunie, plus accessible, dans les années 1980, alors que beaucoup d'autres disparaissent pour ne pas avoir su évoluer avec leur temps (promotion télévisuelle, public plus jeune).
En 1981, Serge Daney quitte les Cahiers pour Libération. Il fondera dix ans plus tard la revue trimestrielle Trafic. En octobre 1987, le 400e numéro est fêté à L'Entrepôt.
En octobre 1992, Thierry Jousse succède à Serge Toubiana. Il part en 1996. Les rédacteurs en chef se succèdent : Antoine de Baecque (1996-1998), Charles Tesson (1998-2001, à l'époque du rachat de la revue par le groupe Le Monde), Charles Tesson et Jean-Marc Lalanne (2001-2003), et Emmanuel Burdeau (2003-2009), Jean-Michel Frodon étant durant cette période directeur de la rédaction. Durant cette période, les Cahiers relancent  le site Internet, accompagnent la création d'une "revue sœur" en Espagne, Cahiers du cinéma España qui deviendra ensuite Caiman Cuadernos de cine, créent une édition en ligne de la revue traduite en anglais, développent les éditions DVD.

### 2008-2020: changements d'actionnariat
En avril 2008, le groupe La Vie-Le Monde met en vente la société éditrice des Cahiers, les éditions de l'Étoile. Cette annonce suscite une vive inquiétude chez les rédacteurs et salariés de la revue. Plusieurs projets de reprises sont envisagés, dont l'un porté par Emmanuel Burdeau et Thierry Lounas avec le soutien d'une partie de la rédaction et soutenus par des membres de l'association des Amis des Cahiers, dont les cinéastes Xavier Beauvois et Barbet Schroeder,.
En janvier 2009, le groupe d'édition d'art Phaidon, dont le siège est à Londres, en devient propriétaire. En juillet de la même année, Stéphane Delorme est nommé rédacteur en chef et Jean-Philippe Tessé, rédacteur en chef adjoint. (En juin 2020, Libération affirme rétrospectivement que l'équipe défendait « une ligne politique très à gauche ».)
Dix ans plus tard, en février 2019, Richard Schlagman, qui a entre-temps cédé Phaidon, annonce chercher un repreneur pour le titre, qui diffuse à 13 000 exemplaires,. Une offre du groupe Hildegarde et de Grégoire Chertok, est annoncée en juin 2019. Richard Schlagman est néanmoins conduit à suspendre l'opération, « les montants offerts s'avérant largement inférieurs à ce qui était attendu. »
Le titre est finalement racheté fin janvier 2020 par un groupe de propriétaires de médias (en relation notamment avec le cinéma tel le groupe Hildegarde), d'industriels et de producteurs de cinéma,,. Selon Marcos Uzal, les actionnaires en lien avec le monde du cinéma ne dépasseraient pas 12 % des parts, et il n'y aurait pas d'actionnaire majoritaire.
L'essentiel de la rédaction annonce son départ le 27 février 2020,, en faisant jouer la clause de cession,. Une dizaine de signatures, entrées à la rédaction dans les années 1990, 2000 et 2010 quittent la revue en bloc. Quatre auteurs décident de leur côté de rester (Vincent Malausa, Thierry Méranger, Louis Séguin et Ariel Schweitzer).

### 2020: reprise par une nouvelle équipe
En mai 2020, le directeur de la publication, Éric Lenoir, annonce la nomination d'une nouvelle équipe à la rédaction en chef, composée de Marcos Uzal, Charlotte Garson et Fernando Ganzo. Cette équipe est chargée d'éditer le numéro de juin de la revue, celui de mai n'ayant pas paru du fait de la crise sanitaire.
Le comité de rédaction, composé à l'époque de douze rédacteurs, est paritaire. Il s'agit d'une volonté à la fois de la Direction et de l'équipe de rédaction en chef qui y voit un enjeu critique important. Le premier numéro de la nouvelle rédaction est salué par Jean-Michel Frodon (ancien directeur de publication de la revue de 2003 à 2009) comme « singulier à plus d'un titre », et promettant une possible « renaissance ». Il déplore « l'entre-soi » de la précédente rédaction et souhaite voir la revue se développer, notamment via l'édition de livres et la reprise du site internet. Selon lui, la part de producteurs de cinéma au sein de la nouvelle direction est insuffisante pour créer un réel risque d'ingérence. Il rappelle également la place importante de Léonide Keigel, exploitant, producteur et distributeur, dans la fondation de la revue en 1951.
En juin 2020, Marcos Uzal affirme que la revue « restera une revue critique » ; il déclare en octobre 2020 que « s’il y a des différences, probablement, de goût, il y a un vrai prolongement » et que la revue a toujours défendu, et défendra toujours « les auteurs, la recherche et s'est toujours opposée à toute forme d’académisme ». Il garantit également l'indépendance de son équipe, précisant que les nouveaux propriétaires n'ont eu aucun droit de regard sur la constitution du numéro de juin 2020,,. Il annonce aussi qu'une charte d'indépendance a été rédigée et doit être mise en ligne sur le site internet de la revue ; ce n'est cependant pas le cas en 2022,.
En octobre 2022, interrogé par Philippe Vandel sur le caractère « chic et convivial » de la couverture du n° 769 consacré à Frederick Wiseman, Marcos Uzal affirme que ces deux termes « ne sont en rien des mots d'ordre de la nouvelle rédaction ». Il explique cependant que cette formule concerne davantage la maquette et la volonté de la nouvelle rédaction de s'intéresser de près au travail des professionnels du cinéma. Il déplore une formule « montée en épingle » et un procès d'intention mais reconnaît la maladresse de la formule.
Marcos Uzal annonce vouloir ouvrir les pages critiques de la revue aux livres et aux DVD, mais également aux points de vue étrangers. Il affirme aussi une volonté d'ajouter une « dimension journalistique, d’enquête, aux Cahiers ».

Sur la direction générale des Cahiers, Marcos Uzal explique où la revue doit se diriger : 

« Là où le cinéma va se faire. Je veux insister sur un point : les Cahiers doivent rester une revue de critique. C'est le cœur de son identité. Il y a également un travail de défrichage à faire, sur ce qui vient d'ailleurs et de loin, de ne pas s'en tenir à l'actualité officielle, d'aller chercher des jeunes cinéastes dans les festivals. Et puis, les Cahiers doivent peser sur certains débats politiques et sociologiques. Il faut prendre le temps d'enquêter, ne pas être dans une posture de pure marginalité, s'intéresser à l'économie du cinéma également… Je ne sais pas si je dirais qu'il faut faire partie de l'écosystème, mais nous devons être là où les films se fabriquent et se pensent économiquement. »

Les nouveaux propriétaires auraient également investi 2,5 millions d'euros dans la revue. Marcos Uzal dément ces chiffres et évoque une économie modeste. Cependant il fait part des nouvelles ambitions de la revue, qui souhaite relancer l'édition de livres, mettre en place une version numérique et programmer des films,. Ces activités seraient des « prolongements du geste critique ».
L'activité ayant été mise en sommeil depuis plusieurs années, la direction des Cahiers a décidé de relancer les éditions de livres de cinéma. En 2020, les Cahiers du cinéma rééditent Le Goût de la beauté d'Éric Rohmer ainsi que les scénarios des Contes des quatre saisons et des Six contes moraux. En 2022, le livre de Michel Ciment Jane Campion par Jane Campion est aussi réédité en français et en anglais, ainsi que Treize Ozu (1949-1962) de Jean-Michel Frodon en 2023.
En octobre 2020, la revue s'associe au Centre Pompidou afin de proposer un cycle Le cinéma comme il va, dont l'ambition est de faire un état des lieux de la production cinématographique contemporaine ; en octobre 2022, ce cycle est reconduit pour une troisième édition.

#### Prix André-Bazin
Le 20 septembre 2022, la revue annonce la création du prix André-Bazin en partenariat avec Chanel. Ce prix vise à récompenser un premier long métrage distribué en France dans l'année, quelle que soit sa nationalité,. Après une pré-sélection effectuée par les Cahiers, un jury composé de rédactrices et rédacteurs de la revue, d’un ou une cinéaste, d’un acteur ou d’une actrice, d’un technicien du cinéma, ainsi que d’une personnalité du monde culturel remettent chaque année le prix. Ce prix est assorti d’une dotation d’un montant de 20 000 euros pour le cinéaste dédié à l'écriture de son prochain projet. Une voix est également accordée par un abonné des Cahiers.
- Lauréats du prix André-Bazin décerné par les Cahiers du cinéma :
  - 2022 : Hit the Road de Panah Panahi[66]
  - 2023 : L'Arbre aux papillons d'or de Pham Thien An[67]
  - 2024 : La vie selon Ann de Joanna Arnow[68]

### Identité visuelle

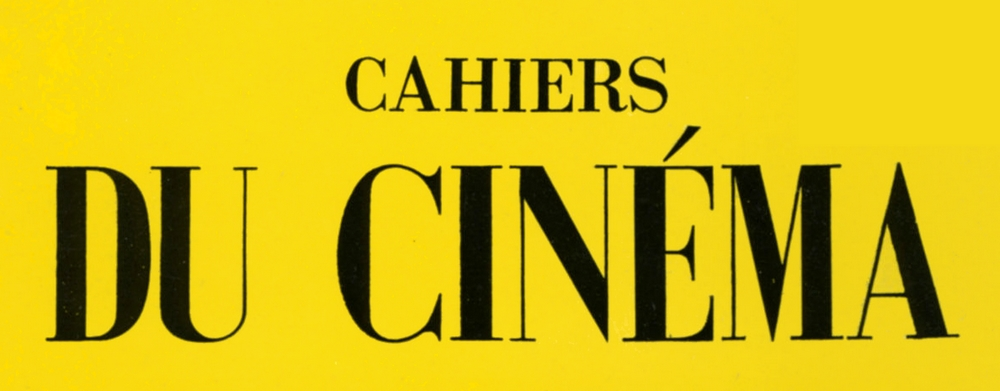
Du no 1 en 1951 au no 158 en 1964.
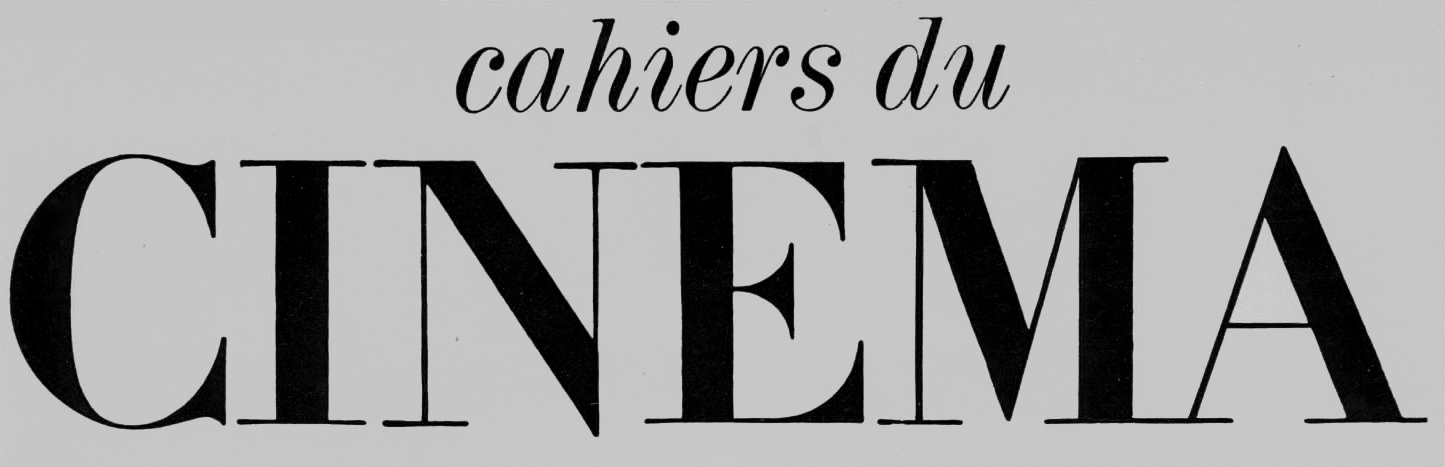
Du no 160 en 1964 au no 240 en 1972.
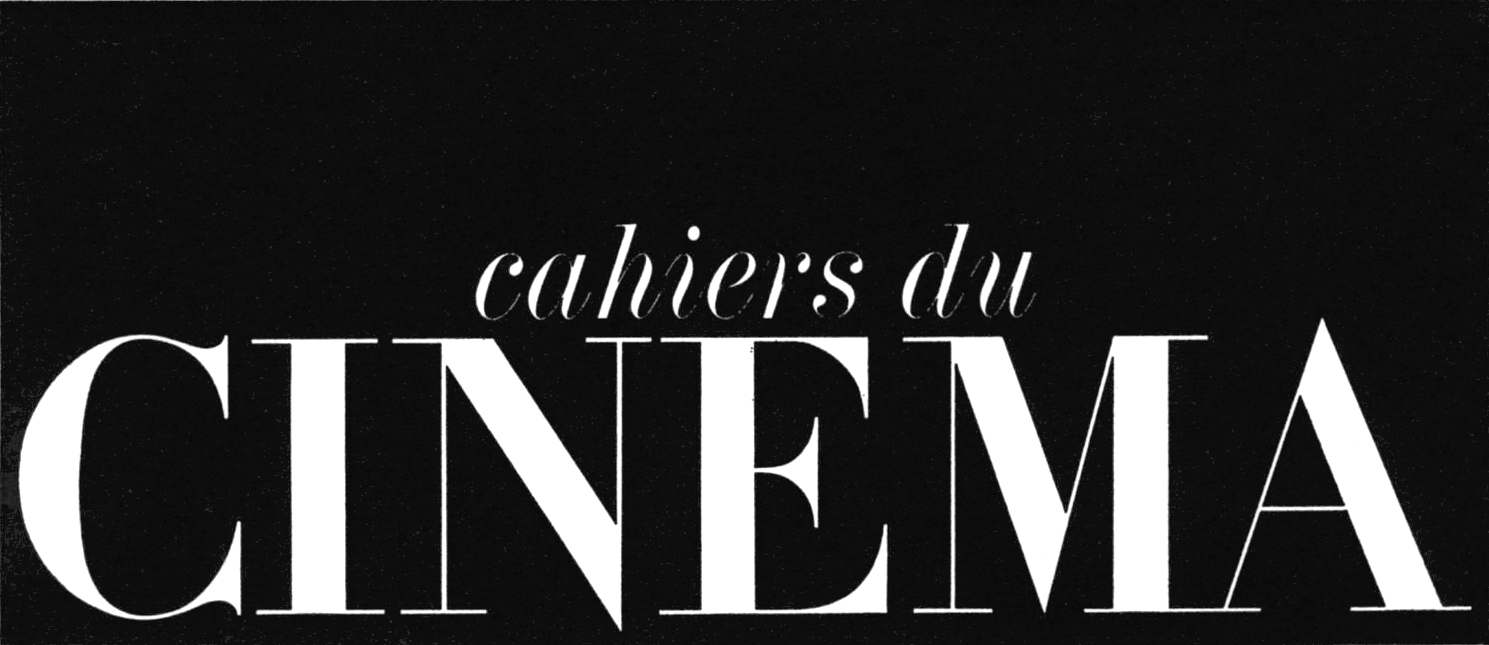
Du no 241 en 1972 au no 260-261 en 1975.
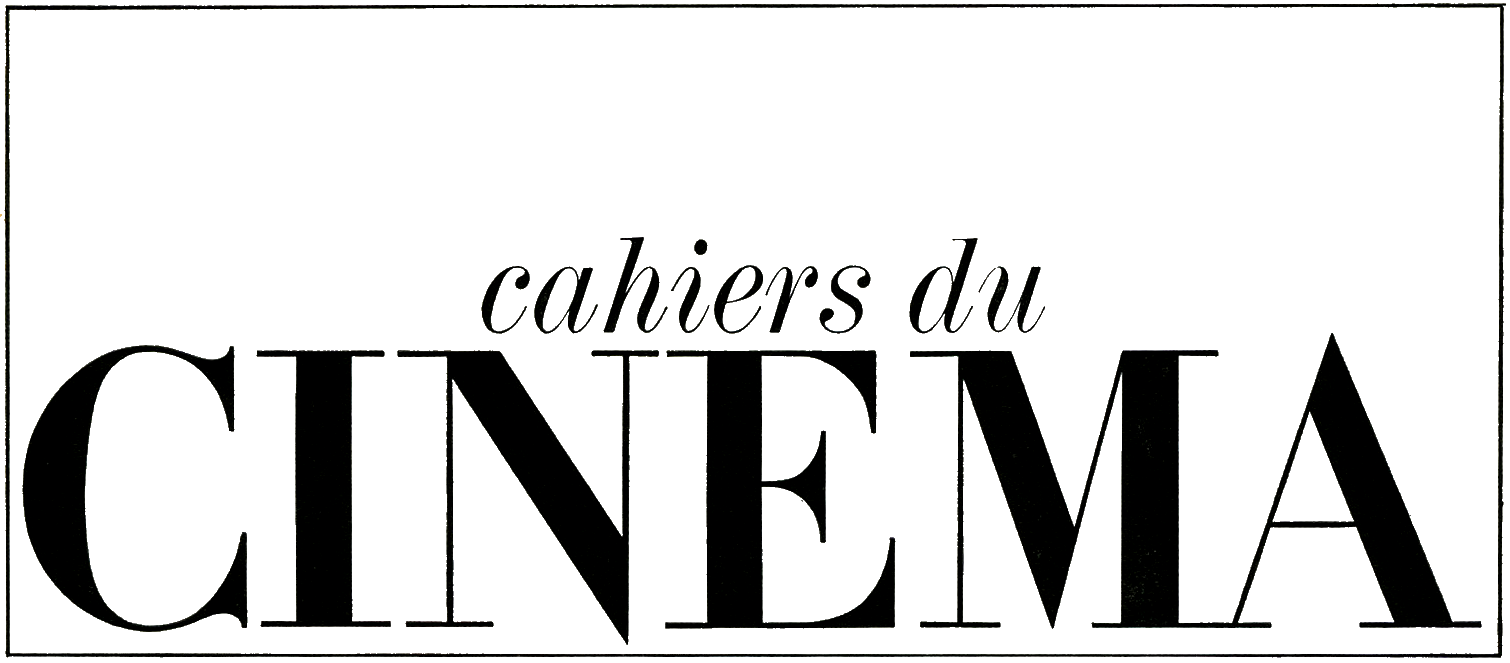
Du no 262-263 en 1975 au no 284 en 1978.
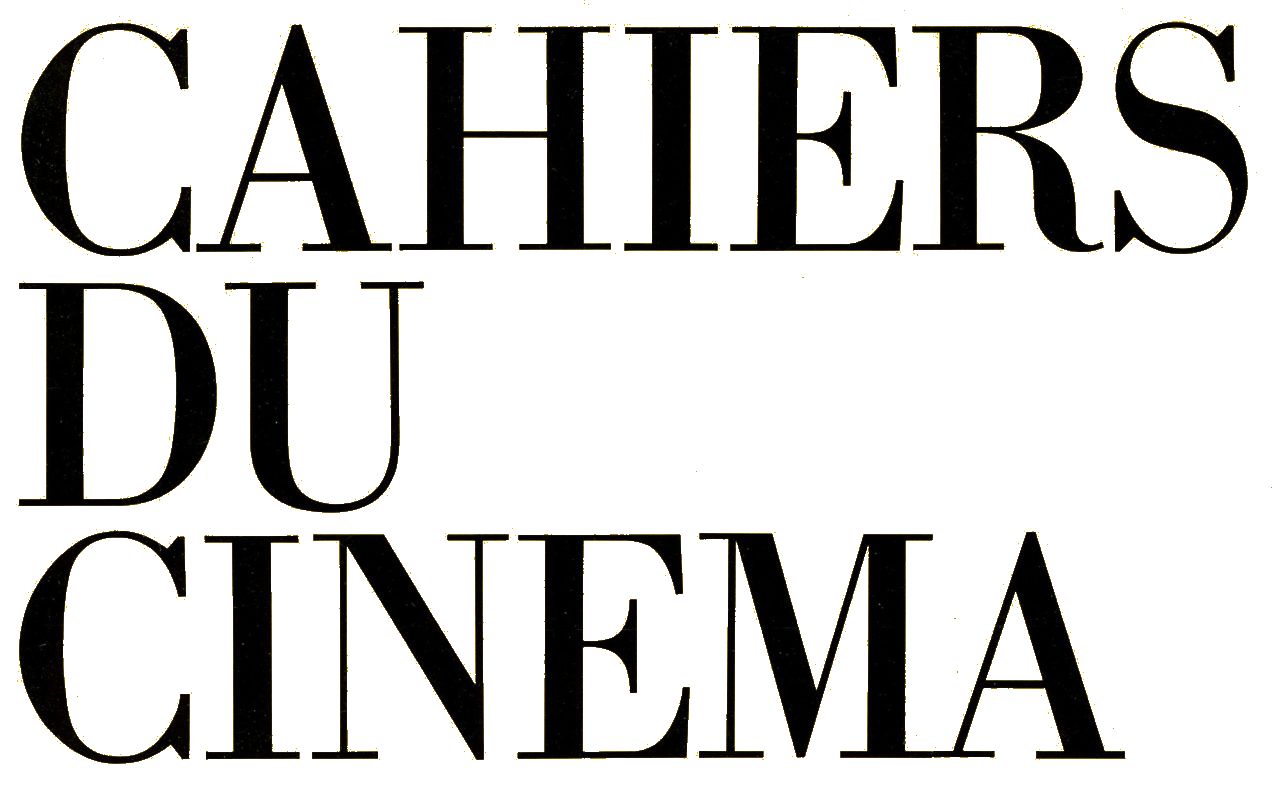
Du no 285 en 1978 au no 424 en 1989.
Depuis le no 425 en 1989.

## Rédaction

### Rédacteurs en chef
- 1951-1958 : Joseph-Marie Lo Duca, Jacques Doniol-Valcroze et André Bazin
- 1958-1963 : Jacques Doniol-Valcroze et Éric Rohmer
- 1963-1965 : Jacques Rivette
- 1965-1968 : Jean-Louis Comolli
- 1968-1973 : Jean-Louis Comolli et Jean Narboni
- 1973-1981 : Serge Daney et Serge Toubiana
- 1981-1991 : Serge Toubiana (Alain Bergala, rédacteur en chef adjoint de 1981 à 1986)
- 1991-1996 : Thierry Jousse (Frederic Strauss, rédacteur en chef adjoint)
- 1996-1998 : Antoine de Baecque
- 1998-2001 : Charles Tesson
- 2001-2003 : Charles Tesson et Jean-Marc Lalanne
- 2003-2009 : Emmanuel Burdeau (Jean-Michel Frodon, directeur de la rédaction)
- 2009-2020 : Stéphane Delorme (Jean-Philippe Tessé, rédacteur en chef adjoint)
- depuis mai 2020[42] : Marcos Uzal (Charlotte Garson, rédactrice en chef adjointe, et Fernando Ganzo, rédacteur en chef adjoint)

Édition Internet : 
- 2000-2001 : Thierry Lounas et Emmanuel Burdeau
- 2005-2009 : Laurent Laborie

### Collaborateurs actuels
Comité de rédaction
- Marcos Uzal (rédacteur en chef)
- Charlotte Garson (rédactrice en chef adjointe)
- Fernando Ganzo (rédacteur en chef adjoint)
- Claire Allouche
- Hervé Aubron
- Olivia Cooper-Hadjian
- Pierre Eugène
- Philippe Fauvel
- Élisabeth Lequeret
- Alice Leroy
- Vincent Malausa
- Thierry Méranger
- Yal Sadat
- Ariel Schweitzer
- Élodie Tamayo

## Numéros exceptionnels
- No 1, avril 1951 : premier numéro des Cahiers, sous-titré « Revue du cinéma et du télécinéma », avec en couverture Boulevard du crépuscule.
- No 159, octobre 1964 : dernier numéro avec la reliure jaune, consacrant Le Désert rouge.
- No 300, mai 1979 : numéro centenaire, Jean-Luc Godard en est le rédacteur en chef.
- No 312/313, juin 1980 : numéro spécial titré Les Yeux verts, Marguerite Duras en est la rédactrice en chef.
- Novembre 1984 : numéro hommage titré Le roman de François Truffaut.
- No 362/363 : numéro Made in Hong Kong.
- No 400 : numéro centenaire, Wim Wenders en est le rédacteur en chef.
- No 452, juillet 1992 : numéro hommage consacré à Serge Daney.
- No 500, mars 1996 : numéro centenaire, Martin Scorsese en est le rédacteur en chef.
- No 600, avril 2005 : numéro centenaire, hors-série « Ciné-manga » par Takeshi Kitano .
- No 700, mai 2014 : numéro centenaire « L'émotion qui vous hante », plusieurs réalisateurs et acteurs donnent des témoignages sur l'émotion cinématographique qui les a bouleversés.
- No 708, février 2015 : numéro spécial avec un dessin de Blutch et l'analyse sur le traitement médiatique des attentats du mois précédent.
- No 791, octobre 2022 : numéro hommage consacré à Jean-Luc Godard mort le 13 septembre.

## Tops annuels des meilleurs films
Les Cahiers du cinéma établissent chaque année un classement des 10 meilleurs films du millésime, publié dans le numéro de décembre. Ils publient également un top 10 annuel résultant du vote des lecteurs.

## Diffusion
Diffusion payée en France des Cahiers du cinéma.

Sources : ACPM.
| Titre             | 2017   | 2018   | 2019   | 2020   | 2021   | 2022   | 2023   | 2024  |
| ----------------- | ------ | ------ | ------ | ------ | ------ | ------ | ------ | ----- |
| Cahiers du cinéma | 13 540 | 12 427 | 12 200 | 11 041 | 10 056 | 10 430 | 10 049 | 9 950 |

Les Cahiers du cinéma est le deuxième magazine français sur le cinéma en termes de vente derrière Première.

## Éditions de l'Étoile
En 1979, la maison éditrice des Cahiers du cinéma, les éditions de l’Étoile, se lance dans l’édition de livres spécialisés dans le 7e art, avec Entretiens et propos de Jean Renoir. Suivront de nombreux ouvrages consacrés au cinéma ou à la photographie tel Correspondance new-yorkaise d'Alain Bergala et Raymond Depardon (1981, en co-édition avec Libération).
Parmi les titres figure des compilations de textes des premiers rédacteurs du journal, par exemple Le Goût de la beauté d'Éric Rohmer (1984, textes réunis et présentés par Jean Narboni ; coll. « Écrits »).
Les livres sont répartis en treize collections : « Albums », « La Petite Bibliothèque », « Les Petits Cahiers », « Collection littéraire », « Auteurs », « Essais, atelier », « Coédition festival de Locarno », « Écrit sur l’image », « Hors-collection », « 21e siècle », « Grand Cinéaste ».
Des albums en fac-similé compilant les numéros des premières années sous couverture jaune — 14 volumes couvrant la période 1951-1964 — sont publiés entre 1987 et 1994.
La spécificité de la maison d'édition ne la rend pas nécessairement accessible. Des aléas financiers conduisent les éditions de l'Étoile à être rachetées par le groupe Le Monde en 1998, puis par l'éditeur de livres d'art Phaidon en 2009.

#### Article
- (en) Emilie Bickerton, « Adieu to Cahiers », New Left Review, no 42,‎ novembre-décembre 2006 (lire en ligne) Paru en français sous le titre « Adieu aux Cahiers (1er épisode) », trad. Étienne Dobenesque, La Revue des livres no 1, 17 septembre 2007 (lire en ligne)